# 1056

## أحداث
- تأسيس مدينة أوستي ناد لابم وتقع حاليا في التشيك.
- بداية عهد سلالة المرابطين بالمغرب
- هنري الرابع يصبخ ملكا على ألمانيا

## مواليد
- ابن حمديس، شاعر من جزيرة صقلية (توفي 1133).

## وفيات
- هلال الصابئ